# Tortilla di patate

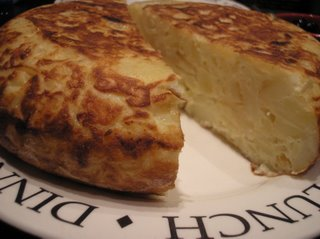
Tortilla di patate

La tortilla de patatas, in italiano "tortilla" di patate (frittata di patate), è una frittata di uova e patate. Si tratta di una delle pietanze più classiche della cucina spagnola che si può trovare in qualsiasi bar o ristorante. Persino grandi cuochi come Ferran Adrià le hanno dedicato attenzioni particolari.

## Storia
Dalle Cronache dall'India si evince che già nel 1519 la tortilla d'uovo era conosciuta sia in Europa dai conquistadores spagnoli, sia in America, per lo meno dagli Aztechi che le preparavano e vendevano nei mercati di Tenochtitlán. In questi testi ci si riferisce alla tortilla sudamericana con il termine pan de maíz, così che è chiara l'allusione alla tortilla di uovo quando appare:
(Seconda lettera di relazione di Hernán Cortés)
(Storia generale dell'India di Francisco López de Gómara)
La papa o patata è una pianta originaria dell'America del sud, conosciuta agli spagnoli grazie alla popolazione Inca. Questi la chiamavano papa, in quechua. La somiglianza tra questa papa e la batata fece sì che nel XVII secolo in Spagna chiamassero patata la prima. Il primo documento noto in cui si fa riferimento a una tortilla di patate è della Navarra. Si tratta di un memoriale anonimo destinato alla Corte di Navarra nel 1817 che descrive le misere condizioni di vita degli agricoltori se comparate a quelle degli abitanti di Pamplona o la riviera della Navarra. Dopo un lungo elenco dei miseri alimenti mangiati dai montanari appare quanto segue: «… due o tre uova in una tortilla per cinque o sei, perché le nostre donne sono in grado di farle grandi e grosse con poche uova aggiungendo patate, impasto di pane o altro …»
Una leggenda narra che fu il generale Tomás de Zumalacárregui colui che, durante l'assedio di Bilbao, inventò la tortilla di patate come piatto semplice, rapido e nutriente per ovviare alla grande penuria dell'esercito carlista. Anche se non si sa con certezza, sembra che la tortilla quindi abbia cominciato a diffondersi durante le prime guerre durante il carlismo. Un'altra versione della leggenda narra che la pietanza sia stata inventata da una casalinga della Navarra, alla cui casa si fermò il già menzionato generale Zumalacárregui. Questa, molto povera e in possesso solo di un po' di uova e patate finì per assemblare questi tre ingredienti, miscuglio che fu così gradito al Generale da far sì che egli lo rendesse conosciuto.
Recentemente, il libro La patata in Spagna. Storia e agro ecologia del tubero andino, scritto da Javier López Linaje del Centro di Scienze Umane e Sociali del CSIC, colloca l'origine della tortilla di patate a Villanueva de la Serena, località dell'Estremadura. Il libro contiene dati concreti che si riferiscono della tortilla di patate una ventina d'anni prima rispetto alle prime menzioni della leggenda tradizionale, sebbene tali dati siano ancora al vaglio di diversi studiosi e storici sia locali che nazionali.

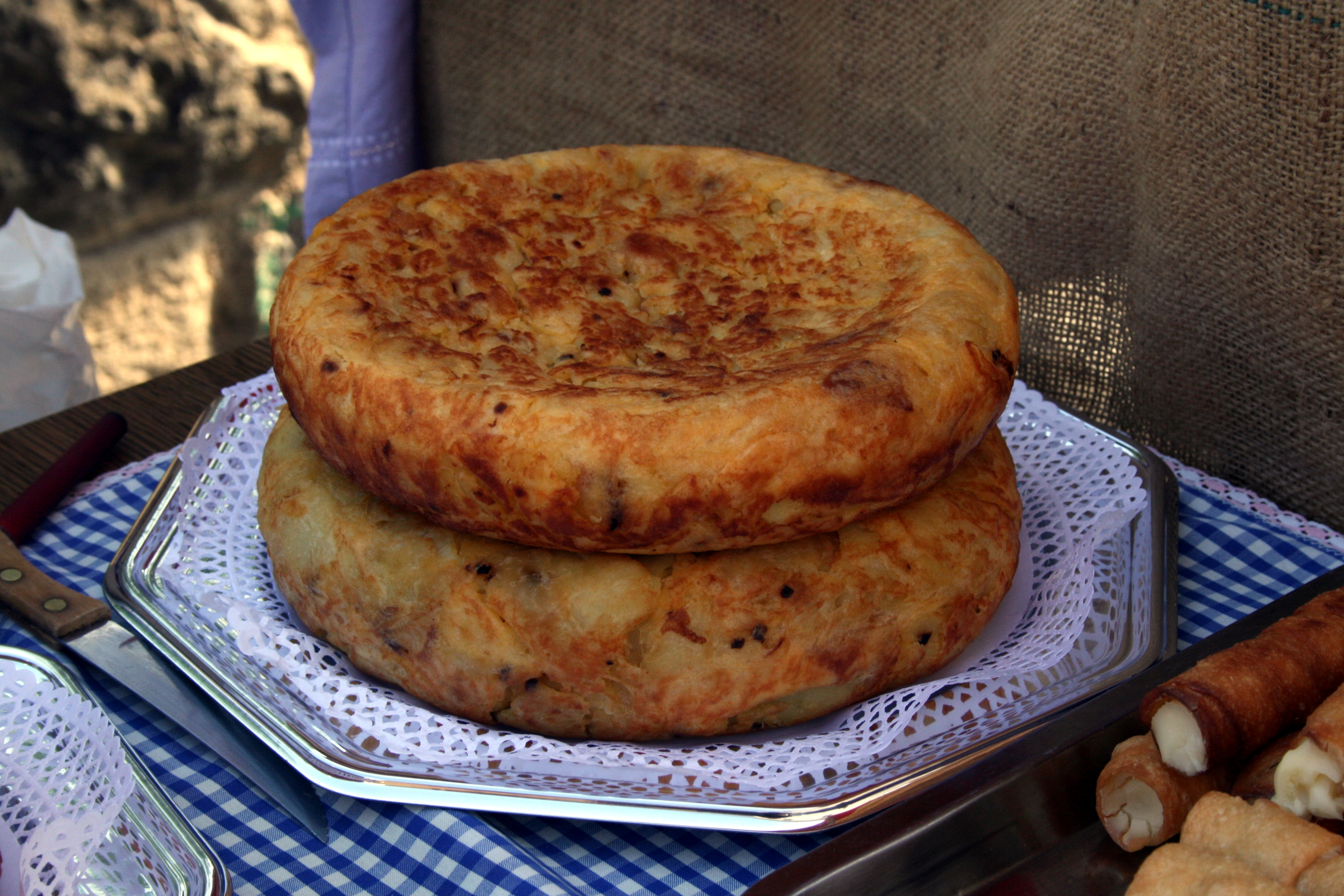
Tortilla di patate delle Asturie, conosciuta per il suo spessore.

Infine, una nuova teoria sulla sua invenzione si deve al cuoco aragonese Teodoro Bardají Mas che il 17 marzo 1935 nel settimanale "Ellas" affermò di conoscere la ricetta originale della tortilla. Si trattava di quella che oggi è conosciuta come tortilla di patate con la sola differenza che la cipolla e le patate non venivano precedentemente fritte. Con molta probabilità è questa l'origine della tortilla di patate come oggi viene intesa.

## Preparazione
I modi di preparare la tortilla sono molti. Secondo alcuni, le patate devono essere ben cotte, e non fritte, in olio (d'oliva o girasole a seconda che si voglia far risaltare o meno il gusto dell'ingrediente) e devono poi essere lasciate in ammollo nell'uovo per un po' - non meno di dieci minuti, anche se sarebbe meglio lasciarle per almeno mezz'ora - affinché si imbevano e acquistino la consistenza giusta. In ogni caso, è opportuno strizzare per bene le patate dall'olio prima di unirle all'uovo.
Talvolta viene utilizzato un piatto apposito per rigirare la tortilla cosicché questa si possa cuocere in modo simile da entrambe le parti. Si può scegliere di far coagulare l'uovo o completamente o solo parzialmente, di usare la cipolla oppure no, di tagliarla fina o spessa, solo scottata o lasciandola riposare. Si può optare per mangiare la tortilla in piatto oppure all'interno di un panino oppure come tapa o stuzzichino. Inoltre, si possono aggiungere alla ricetta base ingredienti diversi come peperoncini (che solitamente vengono utilizzati come decorazione del piatto), chorizo, champignon, ecc.. Inoltre può variare la forma in cui si sceglie di tagliare le patate: pezzi irregolari, dischi, dadini…

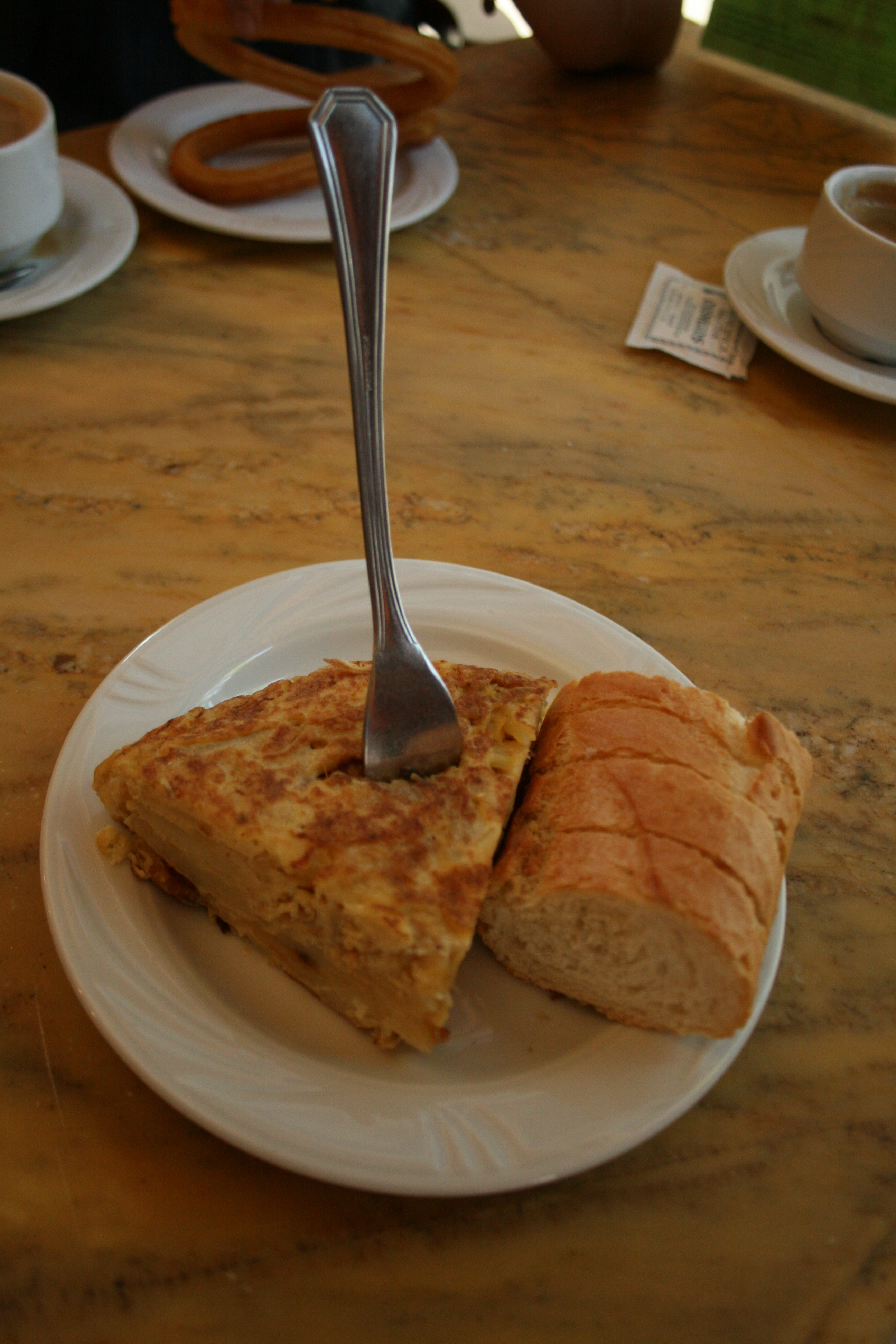
Il famoso pincho di tortilla, che si usa servire nei bar con la forchetta conficcata all'interno.

## Varianti
Assieme a uova e patate, spesso troviamo nella ricetta la cipolla, a seconda della zona o dei gusti di chi mangia e di chi cucina.
A Madrid servono per esempio la tortilla brava, cucinata con una salsa piccante simile a quella utilizzata per preparare le patatas bravas e solitamente di dimensione più ridotta. Allo stesso modo, è frequente incontrare tortillas accompagnate da maionese, altre salse, curry o altri condimenti.
Esistono poi due varianti che prevedono due distinti ingredienti. Una di queste è la tortilla paesana che oltre a patate e uovo prevede il chorizo, pepe rosso e piselli. L'altra invece è la tortilla ripiena che può essere sia una tortilla spessa tagliata e aperta a metà oppure due sottili sovrapposte. Come in un panino, all'interno vanno inserite delle farciture che possono essere di verdure, insalata russa, prosciutto, formaggio, pancetta, surimi, ecc.

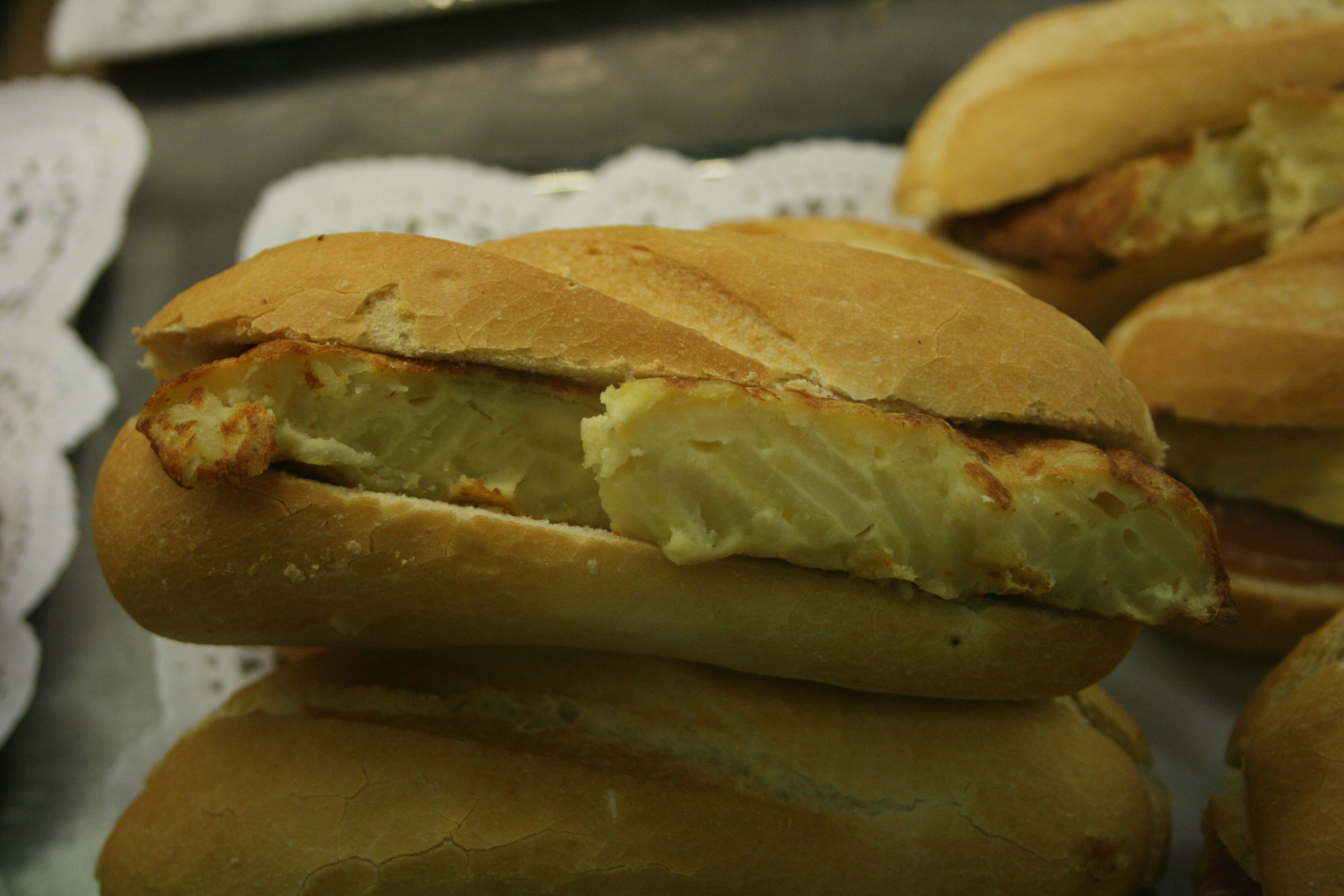
Panino (bocadillo) con "tortilla" di patate.

### Varianti in altre culture
È anche molto comune nell'Argentina col nome di tortilla de papas, dove è un classico delle rotiserías e bodegones.
Anche in alcune culture del Nord Europa s'incontrano preparazioni con uova e patate. Tuttavia la tortilla non va confusa - anche se potrebbe sembrare simile - con il Rösti della cucina svizzera-tedesca, che tra l'altro non prevede l'uovo. Inoltre, nonostante il nome, non va confusa con la tortilla di papa di Chiloé (Cile), che è un tipo di pane di papa ottenuto dalla lavorazione di papa bollita e farina di grano.

### Varianti "d'emergenza"
Un'altra possibilità è quella di preparare la tortilla senza uovo ma con un amalgama di farina, acqua e latte. Questa variante nacque in Spagna durante il periodo di grande penuria di alimenti successivo alla Guerra civile spagnola del 1936. Sempre nel periodo del conflitto si diffuse la falsa tortilla, preparata con bucce d'arancia al posto delle patate. Oggigiorno, questa variante viene scelta dai vegani. La ricetta senza uova, o con uova pastorizzate, viene spesso scelta nei ristoranti per evitare il rischio di salmonella. Infine la tradizione culinaria della provincia di Cadice offre una versione fatta con uovo e patatine fritte.

## Salute
Si consiglia che al termine della preparazione la tortilla sia compatta e "ben fatta" al suo interno, senza parti crude che potrebbero essere origine di salmonella.